# Pokémon Welt
Pokémon Welt ist ein Lied des deutschen Sängers Noel Pix aus dem Jahre 2000, das im deutschsprachigen Raum als Titelsong der zweiten Staffel der TV-Serie Pokémon eingesetzt wurde. Es wurde von Andy Knote, John Loeffler und John Siegler geschrieben sowie von ersterem produziert.

## Hintergrund
Am 4. Dezember 1999 feierte in den Vereinigten Staaten von Amerika die zweite Staffel der international erfolgreichen japanischen Animeserie Pokémon ihre Erstausstrahlung. Wie bereits die erste Staffel wurde auch diese für die amerikanische Veröffentlichung mit zahlreichen Änderungen versehen, um den Sehgewohnheiten des westlichen Marktes besser zu entsprechen. Neben anderen Namen, etwaigen Dialogänderungen, Übermalung von japanischer Schrift und Schnitten von in den USA als nicht kindgerecht angesehenen Inhalten war davon auch die Musik der Serie betroffen. Blieb der instrumentale Score in der englischen Sprachfassung im Wesentlichen erhalten und wurde lediglich um neue Stücke ergänzt, wurden die populären Lieder, die vorwiegend den Genres J-Pop und J-Rock zuzuordnen sind, sämtlich ausgetauscht und durch neu komponierte Songs ersetzt, die dem damaligen Geschmack des hiesigen Publikums besser entsprachen. Während im japanischen Original Mezase Pokémon Master (めざせポケモンマスター) von dem Lied Rival! (ライバル！) als Titelsong abgelöst wurde (beide Lieder wurden von der Sängerin Rica Matsumoto vorgetragen, die auch den Hauptcharakter der Serie Satoshi bzw. Ash Ketchum synchronisiert), ist in der englischsprachigen Version seit der vierten Episode der zweiten Staffel anstelle des von Jason Paige gesungenen Pokémon Theme der Titel Pokémon World von Russell Velázquez im Vorspann zu hören. Wie schon bei der ersten Staffel orientierte sich die 2000 erschienene deutsche Synchronfassung an der amerikanischen Version anstelle des Originals. Somit wurde auch die neue Musik übernommen, jedoch von Andy Knote ins Deutsche übersetzt. Den Gesang des Openings übernahm Noel Pix.
Anders als sein Vorgänger erschien Pokémon World jeweils in der englischen, deutschen (Pokémon Welt) und französischen Fassung (Un Monde Pokémon, gesungen von Jean-Marc Anthony Kabeya) offiziell als Single anstatt auf einem Album, ohne aber, dass es zu nennenswerten Erfolgen in den USA kam. Im deutschsprachigen Raum jedoch, wo durch die hohe Einschaltquoten erzielenden Ausstrahlungen auf dem Fernsehsender RTL II ein regelrechter Anime-Boom entstand, der einigen Soundtracks der Serien zu sehr guten Verkaufszahlen verhalf (so wurde beispielsweise die deutsche Ausgabe der Musik zur ersten Pokémon-Staffel, Pokémon – Schnapp' sie dir alle!, das neunterfolgreichste Album des Jahres 2000 in Österreich), avancierte der Titel zu einem Hit in den deutschen, österreichischen und Schweizer Charts. In Frankreich brachte es die Version in der Landessprache zu ähnlichem Erfolg.
Für den Film Pokémon 2 – Die Macht des Einzelnen aus dem Jahre 2000 wurde Pokémon World von der Boyband Youngstown und der Girlgroup Nobody’s Angel als Coverversion neu aufgenommen und mit umfangreichen Änderungen versehen. So erhielt es einen Teen-Pop- und Techno-Anstrich, Rappassagen und einzelne mit Autotune verfremdete Zeilen, zudem wurde auch die Melodie an einigen Stellen leicht modifiziert. Für die deutsche Synchronisation des Filmes wurde das Lied neu übersetzt und erhielt einen gänzlich anderen Text als die TV-Version sowie ein anderes Instrumental als in den USA, sodass es nur schwer als dasselbe Lied erkennbar ist.
2007 erschien Pokémon World auf der Compilation Pokémon X: 10 Years of Pokémon, allerdings nicht in der bekannten vollwertigen Singleversion, sondern lediglich in dem einminütigen Ausschnitt, der als Titelmusik verwendet wurde.

## Musik und Text
Pokémon Welt ist ein Popsong mit Anleihen des New-Jack-Swing-Genres, der von einem schweren, fortwährend wiederholten Percussion-Loop geprägt ist. Es ist in zwei Strophen und den Refrain unterteilt; zu Beginn des Liedes und nach der zweiten Hook ist außerdem jeweils eine Stelle zu hören, in der eine Gruppe von Leuten rhythmisch zum Takt Textzeilen einspricht. Nach letztgenannter Stelle ertönt ein Gitarren-Solo, ehe der Refrain mehrfach wiederholt wird und ein Fadeout beginnt. Der Text des Liedes ist aus der Sicht des Protagonisten der Serie, Ash Ketchum, verfasst und beschreibt dessen Bestreben, der größte Pokémon-Meister aller Zeiten zu werden. Dafür trainiert er intensiv mit seinen Pokémon und reist, wie es für Kinder ab dem 11. Lebensjahr in diesem Universum üblich ist, quer durch die besungene Pokémon-Welt.

## Erfolg
| ChartsChartplatzierungen | Höchstplatzierung | Wochen |
| ------------------------ | ----------------- | ------ |
| Deutschland (GfK)        | 50 (7 Wo.)        | 7      |
| Österreich (Ö3)          | 30 (3 Wo.)        | 3      |
| Schweiz (IFPI)           | 49 (7 Wo.)        | 7      |

| ChartsChartplatzierungen | Höchstplatzierung | Wochen |
| ------------------------ | ----------------- | ------ |
| Frankreich (SNEP)        | 48 (14 Wo.)       | 14     |